# Длга Весь
Длга Весь (словац. Dlhá Ves) — село в окрузі Рожнява Кошицького краю Словаччини, історична область Гемера. Площа села 10,75 км². Станом на 31 грудня 2016 року в селі проживало 563 жителі.

## Історія
Перші згадки про село датуються 1332 роком.

## Населення
| Рік:            | 1994. | 2004.   | 2014.   | 2024.   |
| --------------- | ----- | ------- | ------- | ------- |
| Кількість осіб: | 660   | 598     | 564     | 527     |
| Різниця:        |       | -9,39 % | -5,68 % | -6,56 % |

| Рік:            | 2023. | 2024.   |
| --------------- | ----- | ------- |
| Кількість осіб: | 515   | 527     |
| Різниця:        |       | +2,33 % |